# Hogar de un francotirador rebelde

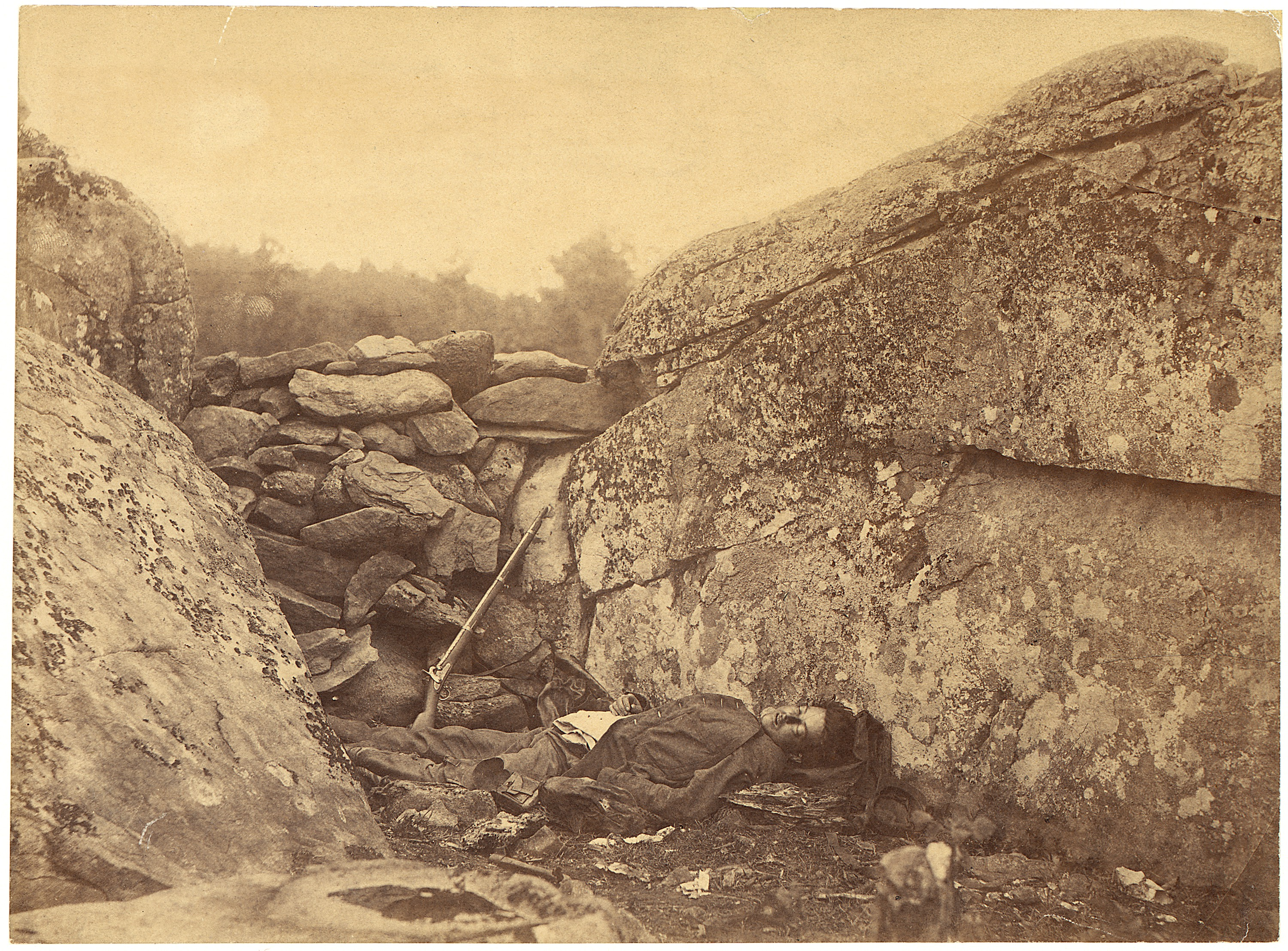
Hogar de un francotirador rebelde

Home of a Rebel Sharpshooter es una fotografía de guerra escenificada tomada por Timothy O'Sullivan, asistente de Alexander Gardner, después de la batalla de Gettysburg en julio de 1863. Gardner publicó la fotografía en el Libro de bocetos fotográficos de la Guerra Civil 'Gardner después de la guerra, afirmando que el sujeto era un tirador confederado que había sido mortalmente herido por un fragmento de proyectil durante la batalla. En 1961, un artículo en una revista propuso que la fotografía había sido manipulada y que el cadáver aparecía en otras imágenes capturadas por el equipo de Gardner en diferentes ubicaciones del campo de batalla. Este tema fue analizado más detalladamente en 1975 por el historiador de la fotografía William A. Frassanito, quien evidenció que la imagen era una de seis tomadas del mismo cuerpo, que inicialmente se encontraba en el borde sur de Devil's Den antes de ser trasladado junto a un muro de piedra dentro de dicha área. El rifle no pertenece a un tirador de élite y es probable que se tratara de un objeto de utilería, sugiriendo que el cadáver tampoco correspondía a un tirador de élite. Se han realizado esfuerzos para identificar al individuo en la fotografía.

## Sujeto
"Home of a Rebel Sharpshooter" representa a un soldado confederado muerto en la batalla de Gettysburg. Es parte de una serie de fotografías tomadas por Alexander Gardner y Timothy O'Sullivan en y cerca de un lugar del campo de batalla conocido como la Guarida del Diablo. Fue tomada mediante el engorroso proceso de placa húmeda. El soldado está en lo que la Biblioteca del Congreso llama un "nicho rocoso", frente a un muro de piedra que, según el historiador fotográfico William A. Frassanito, es un muro de piedra construido por soldados confederados durante la batalla. Se ve parte de Little Round Top en el fondo. La cabeza del soldado reposa sobre una mochila y contra la pared se ve un fusil. Una vista estereoscópica tomada por O'Sullivan de la misma escena muestra una manta debajo del cuerpo. La batalla de Gettysburg se libró del 1 al 3 de julio de 1863, y varios fotógrafos tomaron fotografías del campo en los días posteriores a la batalla. Gardner era un ex asistente fotográfico de Mathew Brady que había fundado su propia empresa a principios de 1863; en septiembre anterior había tomado fotografías de cadáveres después de la Batalla de Antietam. Gardner llegó al campo de batalla de Gettysburg el 5 de julio, aunque es posible que algunos de sus ayudantes hubieran llegado el día anterior. La casa de un francotirador rebelde fue fotografiada el 6 de julio. En el momento en que se tomó la fotografía, es probable que la mayoría de los cadáveres en el campo de batalla ya hubieran sido enterrados. Posteriormente, Gardner sostuvo que él mismo había capturado la imagen, sin embargo, uno de los catálogos de ventas de Gardner, que fue publicado solo unos meses tras la batalla, acreditaba a O'Sullivan como el fotógrafo; Frassanito asigna la autoría de la imagen a O'Sullivan. Frassanito la califica como 'una de las fotografías más emblemáticas de Gettysburg'. La Enciclopedia de Virginia la describe como "una de las imágenes icónicas de la guerra", y el Servicio de Parques Nacionales la describe como "una de las imágenes más reconocibles de la Guerra Civil".

## Análisis

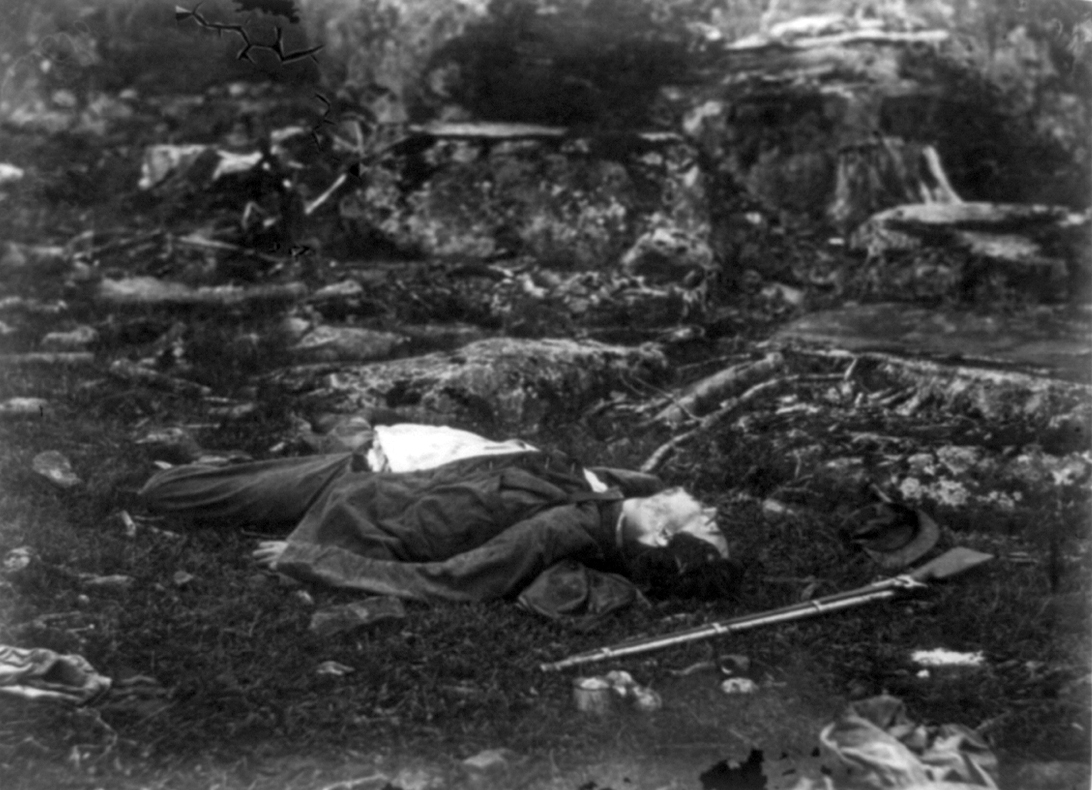
El último sueño ' un tirador, una de las vistas del mismo cadáver en la ubicación original.

La fotografía fue incluida en el Libro de bocetos fotográficos de la guerra 'Gardner, que se publicó en 1865 y 1866; para entonces la guerra ya había terminado. El título de la fotografía que escribió Gardner mostraba el cuerpo como el de un tirador confederado que había sido mortalmente herido por un fragmento de proyectil durante la batalla. Afirmó además que el fotógrafo había regresado en noviembre y había encontrado el cuerpo esqueletizado y el rifle oxidado en el mismo lugar. Frassanito señala que esta afirmación en particular no es plausible, ya que el cadáver y el rifle habrían sido retirados por grupos de entierros y recolectores de basura del campo de batalla, respectivamente, mucho antes de noviembre. El título contenía otros elementos inventados que describían cómo el soldado se acostó para morir después de su herida. Un artículo de una revista de 1961 fue el primero en proponer que el cadáver había sido trasladado desde otro lugar del campo de batalla y fotografiado en múltiples ubicaciones. Frassanito profundizó en esta teoría en 1975. El cadáver, según Frassanito, fue localizado originalmente en el borde sur de la Guarida del Diablo, cerca de una gran roca. El equipo de Gardner tomó tres fotografías en esta área: una apuntando hacia Little Round Top (que estaba bloqueado de la vista por Devil's Den) y otra con parte del área de Slaughter Pen en el fondo. Luego el cadáver fue trasladado muy probablemente por los fotógrafos sin ayuda de un grupo de entierros, y luego colocado junto al muro de piedra. La manta visible en la vista estereoscópica de O'Sullivan podría haber sido utilizada para transportar el cuerpo. El rifle en el fondo de la fotografía no era uno que hubiera sido utilizado por tiradores expertos y es visible en otras fotografías de Gardner en Gettysburg, por lo que es probable que fuera un arma que Gardner estaba usando como utilería. Es probable que el cadáver sea el de un soldado de infantería regular, no el de un tirador. Si bien las fotografías del cadáver de Brady en Gettysburg mostraban a sus asistentes vivos fingiendo estar muertos (Brady llegó a Gettysburg más tarde y el proceso de entierro ya estaba completo), el supuesto tirador es claramente un cadáver debido a los signos de descomposición en la cara y las manos. Frassanito cree que la serie de imágenes habría tomado aproximadamente una hora para completarse; sugiere que la cantidad de tiempo empleado en fotografiar este único cuerpo indica que quedaban pocos cadáveres más en el campo.

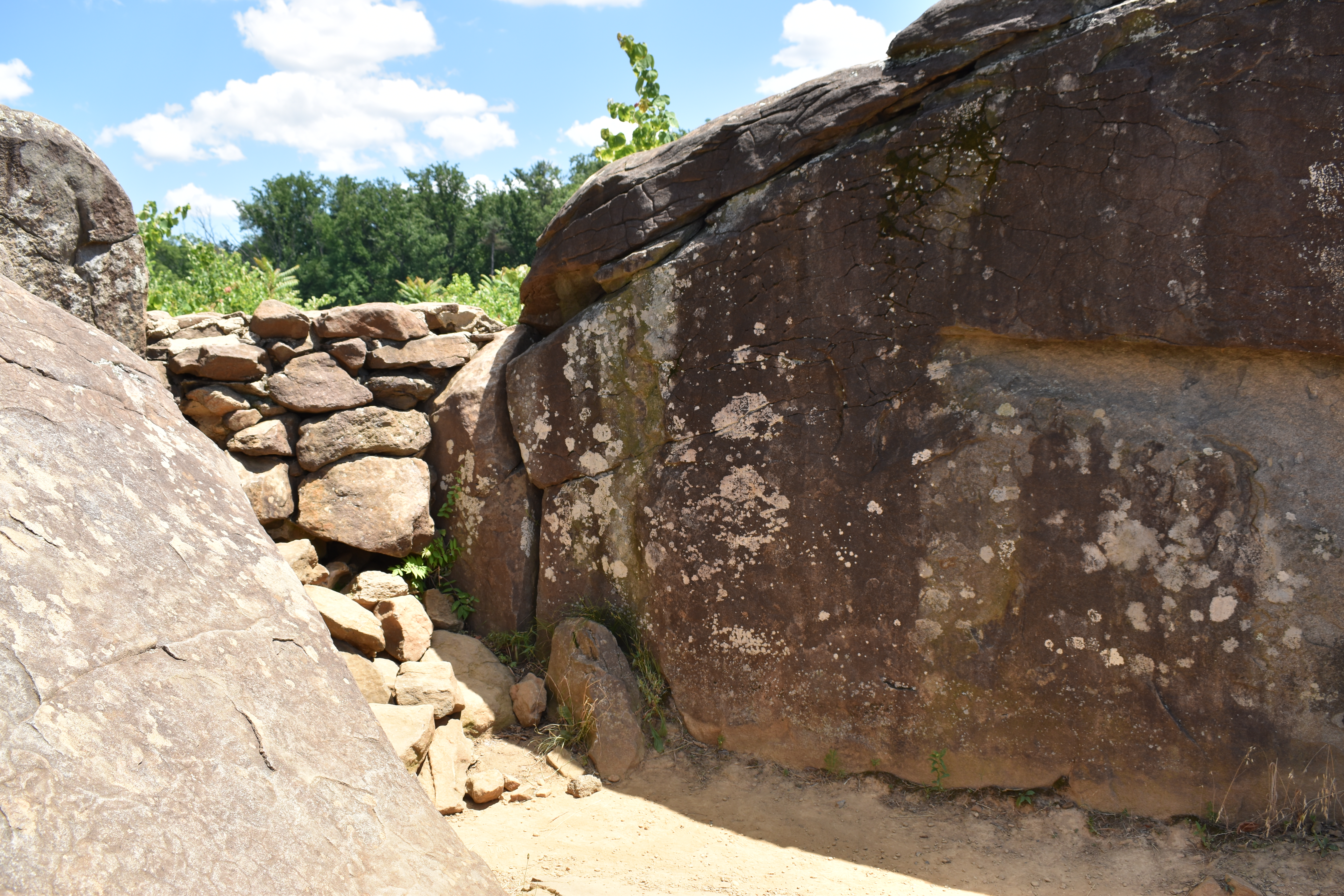
La ubicación de la fotografía, como se ve en julio de 2020.

El objetivo principal de Gardner con sus fotografías de Gettysburg fue, como escribe Jonathan Snyder en un artículo en War, Literature &amp; the Arts, "registrar los horrores de la guerra". Consciente de que cuando sus fotografías se comercializaran, su público respondería emocionalmente a las fotografías de cadáveres, buscó tomar fotografías que provocaran esas reacciones emocionales. Snyder cree que el deseo de Gardner de documentar los horrores de la guerra lo llevó a "tomarse ciertas libertades" con sus fotografías. Las opiniones de Gardner sobre los confederados caídos los retrataban constantemente como traidores a los Estados Unidos (la Unión), y el epígrafe que escribió para A Harvest of Death describía a los confederados caídos como muertos mientras luchaban contra "un ejército de patriotas". Frassanito describe la decisión de escenificar el cadáver como algo que ocurrió "en lo que debió haber sido un destello de excitación creativa". Harrion Dietzman, escribiendo para Configurations, describe Home of a Rebel Sharpshooter y una de las vistas del mismo cadáver en el otro lugar (A Sharpshooter 'Last Sleep) como los únicos dos "retratos individuales íntimos" publicados en Sketch Book.
En 1911, la familia del soldado confederado Andrew Hoge afirmó que él era el soldado muerto; un artículo de 2018 publicado en Civil War Times por Scott Fink señala que una fotografía de Hoge muestra algunas similitudes faciales con el supuesto tirador, y que una mención a una cantimplora en uno de los epígrafes del borrador de Gardner podría estar relacionada con una historia sobre un miembro de la familia que dejó una cantimplora junto al cuerpo de Hoge cuando fue asesinado. Sin embargo, el libro de Frassanito Early Photography at Gettysburg concluye que esta identificación no es plausible, ya que la unidad de Hoge, el 4º Regimiento de Infantería de Virginia, no luchó cerca de Devil's Den. Frassanito, en Gettysburg: Un viaje en el tiempo, especula que el soldado muerto probablemente era miembro del 1.er Regimiento de Infantería de Texas o del 17.º Regimiento de Infantería de Georgia. En una investigación de 2014, el historiador John Heiser del Servicio de Parques Nacionales llegó a la conclusión de que lo más probable es que el soldado fuera miembro de la brigada de Georgia de Henry L. Benning. Tanto Fink como Heiser creen que el soldado murió el 3 de julio, aunque el día anterior se habían producido combates más intensos en la zona, ya que los soldados confederados que ocupaban el área el 3 de julio habrían enterrado a tantos de sus camaradas caídos como fuera posible. Después de investigar a los soldados confederados que murieron en la zona el 3 de julio y notar parecidos faciales en una fotografía conocida, Fink sugirió que el soldado caído podría haber sido John Rutherford Ash, del 2.º Regimiento de Infantería de Georgia. Heiser señala además que el número 2 puede ser visible en la mochila del soldado muerto.